# Liste des cavités naturelles les plus longues du Loiret

Le département du Loiret, en rouge, sur une carte de France.

La liste des cavités naturelles les plus longues du Loiret recense sous la forme d'un tableau, les cavités souterraines naturelles connues, dont le développement est supérieur ou égal à cent mètres, situées dans le département français du Loiret en région Centre-Val de Loire.
La liste spéléométrique des plus longues cavités naturelles du Loiret (≥ 100 mètres) est  actualisée mi 2018.
La plus longue cavité répertoriée dans le département du Loiret est Le Bouillon à Orléans ; il s'agit d'une résurgence accessible uniquement en plongée souterraine.
D'autres cavités de moindre développement (< 100 mètres et >= 10 mètres)  sont également listées dans un second tableau.

## Liste des cavités

### Cavités de développement supérieur ou égal à100 mètres
Quatre cavités sont recensées à mi 2018.
| Réf. | Cavité (Autres noms)         | Commune               | Zone géographique | Coordonnées (WGS 84)             | Dévelop. (mètres) | Dénivelée (mètres) | Sources ou références                       | Mise à jour |
| ---- | ---------------------------- | --------------------- | ----------------- | -------------------------------- | ----------------- | ------------------ | ------------------------------------------- | ----------- |
| 1    | Le Bouillon Source du Loiret | Orléans               | Val de Loire      | 47° 51′ 01″ nord, 1° 56′ 15″ est | +005 980,         | +0020,             | Geosciences n°12                            | 2014-10     |
| 2    | Goule de l'Anche             | Châteauneuf-sur-Loire | Forêt d'Orléans   | 47° 52′ 10″ nord, 2° 10′ 51″ est | +000240,          | NC                 | Association spéléologie subaquatique Loiret | 2000-??     |
| 3    | Gouffre d’Ambert             | Chanteau              | Forêt d'Orléans   | 48° 00′ 14″ nord, 1° 57′ 31″ est | +000120,          | +0017,             | Groupe d'amis spéléologues du Loiret        | 2000-??     |
| 4    | Gouffre des Sans Ronce       | Chanteau              | Forêt d'Orléans   | 47° 59′ 50″ nord, 1° 59′ 17″ est | +000107,          | +0025,             | Groupe d'amis spéléologues du Loiret        | 2000-??     |

### Autres cavités
| Réf. | Cavité (Autres noms)          | Commune                | Zone géographique      | Coordonnées (WGS 84)             | Dévelop. (mètres) | Dénivelée (mètres) | Sources ou références                  | Mise à jour |
| ---- | ----------------------------- | ---------------------- | ---------------------- | -------------------------------- | ----------------- | ------------------ | -------------------------------------- | ----------- |
| 1    | Résurgence des Vernelles      | Saint-Denis-de-l'Hôtel | Val de Loire           | 47° 52′ 22″ nord, 2° 06′ 47″ est | +0 00046,         | NC                 | Spéléométrie de la France & Géoportail | 2000-??     |
| 2    | Gouffre de Montgirault,       | Bougy-lez-Neuville     | Forêt d'Orléans        | 48° 02′ 58″ nord, 2° 00′ 45″ est | +0 00044,         | +0015,             | Spéléométrie de la France              | 2000-??     |
| 3    | Gouffres du Puits de l'Enfer  | Bougy-lez-Neuville     | Forêt d'Orléans        | 48° 02′ 16″ nord, 2° 00′ 33″ est | +0 00015,         | +0015,             | Spéléométrie de la France & Géoportail | 2000-??     |
| 4    | Gouffre des Ventes-Derrière   | Cercottes              | Forêt d'Orléans        | 47° 59′ 23″ nord, 1° 53′ 09″ est | +0 00033,         | +0010,             | Spéléométrie de la France              | 2000-??     |
| 5    | Goule de Bonny                | Bonny-sur-Loire        | Val de Loire, Giennois | 47° 34′ 41″ nord, 2° 50′ 35″ est | +0 00031,         | +0008,             | Spéléométrie de la France              | 2000-??     |
| 6    | Gouffre de la Chaise          | Cercottes              | Forêt d'Orléans        | 47° 58′ 41″ nord, 1° 52′ 51″ est | +0 00029,         | NC                 | Spéléométrie de la France              | 2000-??     |
| 7    | Gouffre du Bois de Juppeau    | Chevilly               | Forêt d'Orléans        | 48° 00′ 18″ nord, 1° 52′ 43″ est | +0 00019,         | +0011,             | Spéléométrie de la France              | 2000-??     |
| 8    | Gouffre des Mézières          | Chevilly               | Forêt d'Orléans        | 48° 00′ 47″ nord, 1° 54′ 44″ est | +0 00012,         | NC                 | Spéléométrie de la France              | 2000-??     |
| 9    | Gouffre des Orfosses (doline) | Rebréchien             | Forêt d'Orléans        | 47° 59′ 52″ nord, 2° 00′ 40″ est | NC                | NC                 | Géoportail & ID2 Rando                 | 2000-??     |